# Copenhagen Sprint maschile 2025
La Copenhagen Sprint 2025, prima edizione della corsa e valida come venticinquesima prova dell'UCI World Tour 2025, si svolse il 22 giugno 2025 su un percorso di  235,7 km, con partenza da Roskilde ed arrivo a Copenaghen, in Danimarca. La vittoria fu appannaggio del belga Jordi Meeus, il quale completò il percorso in 5h01'15", alla media di 46,924 km/h, precedendo i francesi Alexis Renard e Emilien Jeannière.
Sul traguardo di Copenaghen 155 ciclisti, dei 166 accreditati alla partenza, portarono a termine la competizione.

## Squadre e cicliste partecipanti
| N.      | Cod. | Squadra                 |
| ------- | ---- | ----------------------- |
| 1-7     | LTK  | Lidl-Trek               |
| 11-17   | TVL  | Team Visma-Lease a Bike |
| 21-27   | ADC  | Alpecin-Deceuninck      |
| 31-37   | RBH  | Red Bull-Bora-Hansgrohe |
| 41-47   | TBV  | Bahrain Victorious      |
| 51-57   | UXM  | Uno-X Mobility          |
| 61-67   | COF  | Cofidis                 |
| 71-77   | IPT  | Israel-Premier Tech     |
| 81-87   | TUD  | Tudor Pro Cycling Team  |
| 91-97   | IWA  | Intermarché-Wanty       |
| 101-107 | JAY  | Team Jayco AlUla        |
| 111-117 | Q36  | Q36.5 Pro Cycling Team  |

| N.      | Cod. | Squadra                    |
| ------- | ---- | -------------------------- |
| 121-127 | ARK  | Arkéa-B&B Hotels           |
| 133-137 | TEN  | TotalEnergies              |
| 141-147 | TPP  | Team Picnic PostNL         |
| 151-157 | LOT  | Lotto                      |
| 161-167 | CJR  | Caja Rural-Seguros RGA     |
| 171-177 | RKT  | Unibet Tietema Rockets     |
| 181-187 | BBH  | Burgos-Burpellet-BH        |
| 191-197 | TFT  | Solution Tech Vini Fantini |
| 201-207 | PTV  | Team Polti VisitMalta      |
| 211-217 | EUS  | Euskaltel-Euskadi          |
| 221-227 | TFB  | Team Flanders-Baloise      |
| 231-237 | DNK  | Danimarca                  |

## Ordine d'arrivo (Top 10)
| Pos. | Corridore             | Squadra       | Tempo    |
| ---- | --------------------- | ------------- | -------- |
| 1    | Jordi Meeus           | Red Bull      | 5h01'15" |
| 2    | Alexis Renard         | Cofidis       | s.t.     |
| 3    | Emilien Jeannière     | TotalEnergies | s.t.     |
| 4    | Arnaud Démare         | Arkéa         | s.t.     |
| 5    | Tobias Lund Andresen  | Picnic        | s.t.     |
| 6    | Hugo Page             | Intermarché   | s.t.     |
| 7    | Dylan Groenewegen     | Jayco         | s.t.     |
| 8    | Phil Bauhaus          | Bahrain       | s.t.     |
| 9    | Stanisław Aniołkowski | Cofidis       | s.t.     |
| 10   | Søren Wærenskjold     | Uno-X         | s.t.     |